# Česko na Zimních paralympijských hrách 1998
Česko na Zimních paralympijských hrách 1998 reprezentovalo 6 sportovců (3 muži, 3 ženy). Závodili v alpském lyžování a v běhu na lyžích.
Česká výprava získala 7 medailí a umístila se na 13. místě v pořadí národů.

## Medaile
| Medaile | Sportovec      | Sport           | Disciplína  | Kategorie |
| ------- | -------------- | --------------- | ----------- | --------- |
| zlato   | Kateřina Teplá | alpské lyžování | slalom      | B1,3      |
| zlato   | Kateřina Teplá | alpské lyžování | obří slalom | B1,3      |
| zlato   | Kateřina Teplá | alpské lyžování | super G     | B1,3      |
| stříbro | Sabina Rogie   | alpské lyžování | slalom      | B1,3      |
| stříbro | Sabina Rogie   | alpské lyžování | obří slalom | B1,3      |
| stříbro | Kateřina Teplá | alpské lyžování | sjezd       | B1-3      |
| bronz   | Sabina Rogie   | alpské lyžování | super G     | B1,3      |

## Sportovci
alpské lyžování
muži
- Jan Dostál
- Stanislav Loska
- Vlatislav Urban

ženy
- Sabina Rogie
- Kateřina Teplá

běh na lýžích
- Miroslava Sedláčková